# Volta-Kongo-Sprachen
Das Volta-Kongo stellt mit Abstand den größten und komplexesten Primärzweig des Niger-Kongo dar. Die etwa 1250 Volta-Kongo-Sprachen werden in West-, Zentral- und ganz Südafrika von etwa 320 Millionen Menschen gesprochen. Zu ihnen gehören auch die Bantusprachen mit über 200 Millionen Sprechern.

## Nord- und Süd-Volta-Kongo
Volta-Kongo besteht aus den beiden Hauptzweigen Nord-Volta-Kongo mit 280 Sprachen und 30 Millionen Sprechern und dem bedeutend größeren Süd-Volta-Kongo (auch Kwa-Benue-Kongo) mit fast tausend Sprachen und etwa 300 Millionen Sprechern, zu dem auch die Bantusprachen gehören.
Nord-Volta-Kongo gliedert sich in die Zweige Kru, Gur, Senufo und Adamawa-Ubangi. Die Sprachen dieser Zweige werden in Westafrika von Liberia bis Kamerun gesprochen. Das nach seiner Sprecherzahl etwa zehnmal so große Süd-Volta-Kongo hat die Haupteinheiten Kwa (das westliche Kwa nach Greenberg) und Benue-Kongo, das wiederum in West-Benue-Kongo (Greenbergs Ost-Kwa) und Ost-Benue-Kongo (Benue-Kongo nach Greenberg) zerfällt. Ob die Benue-Kongo-Sprachen insgesamt – wie seit Greenberg allgemein angenommen und in Bendor-Samuel 1989 dargestellt – eine gültige genetische Einheit bilden, ist bisher nicht eindeutig geklärt.
Die etwa 75 (westlichen) Kwa-Sprachen werden von 21 Millionen in den Staaten Elfenbeinküste, Ghana, Togo, Benin und Nigeria gesprochen. West-Benue-Kongo (bestehend aus Yoruboid, Edoid, Igboid, Nupoid, Idomoid und kleineren Gruppen) wird in Togo, Benin und Süd-Nigeria gesprochen (73 Sprachen mit 48 Mio. Sprechern), Ost-Benue-Kongo hat insgesamt etwa 800 Sprachen mit 225 Millionen Sprechern und gliedert sich in die beiden Hauptgruppen der Platoiden (unter anderem Kainji, Plateau-Sprachen, Tarokoid, Jukunoid) und bantoiden Cross-Sprachen. Zum Cross-River zählen rund 70 Sprachen mit 6 Millionen Sprechern, sie werden in Südost-Nigeria und Kamerun gesprochen. Die Bantoiden Sprachen umfassen alle circa 500 Bantusprachen, zusätzlich einige in Süd-Nigeria und Kamerun gesprochene Gruppen (Jarawoide, Tivoide, Ekoide, Grasland- u. a. Sprachen), die eng mit den Bantusprachen verwandt sind.
Weitere Details über das Volta-Kongo und seine Untergruppen sind der folgenden Klassifikation, der tabellarischen Übersicht (Sprachen- und Sprecherzahlen, geographische Verbreitung) und den Artikeln über die Untereinheiten des Volta-Kongo zu entnehmen.

## Klassifikation des Volta-Kongo

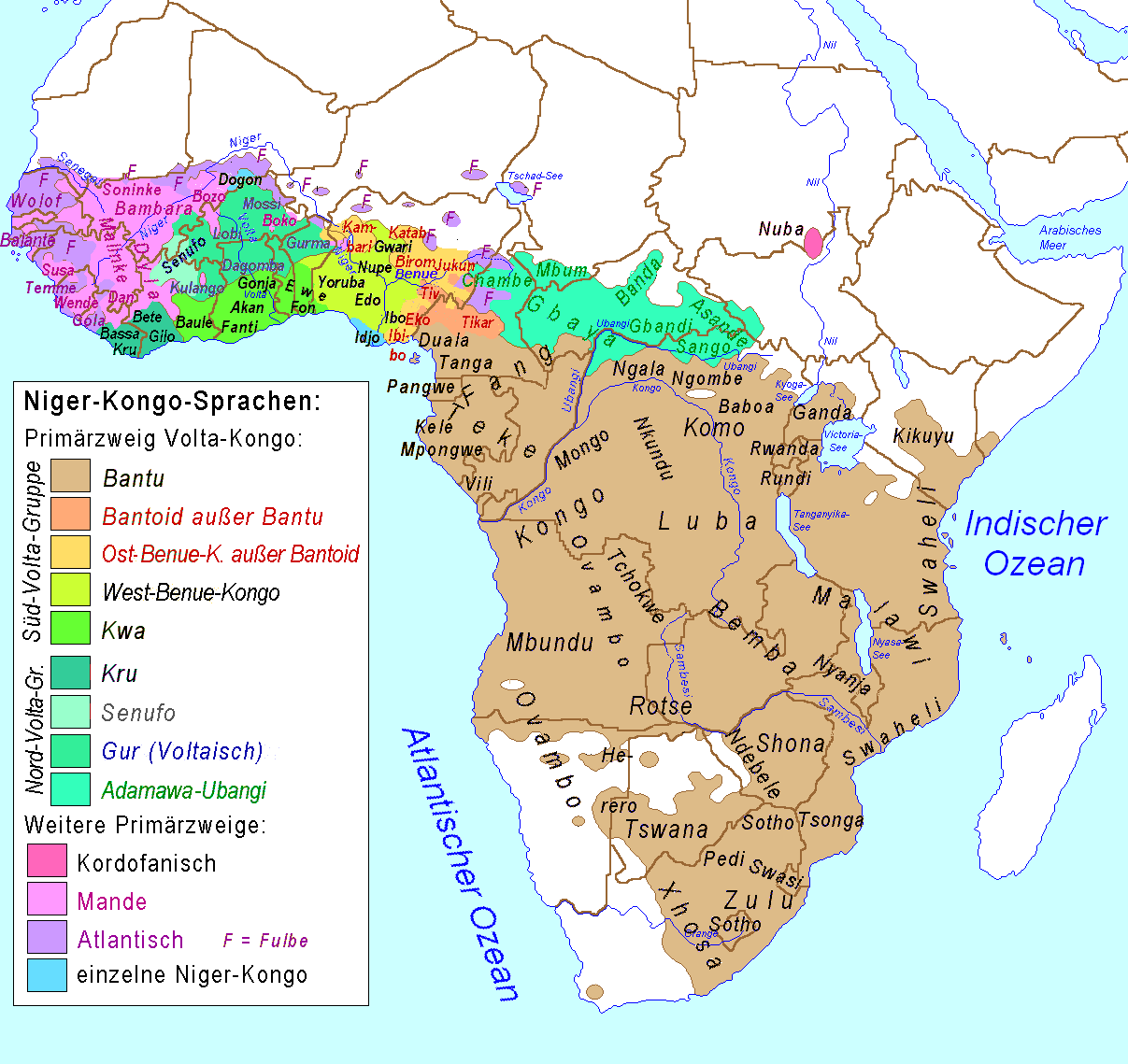
Volta-Kongo-Sprachen (braun, orange, grün) in der Geografie der Niger-Kongo-Sprachen

Die Klassifikation des Volta-Kongo basiert auf Heine-Nurse 2000:
- Volta-Kongo
  - Nord-Volta-Kongo
    - Kru
    - Gur (Voltaisch)
    - Senufo
    - Adamawa-Ubangi

  - Süd-Volta-Kongo oder Kwa-Benue-Kongo
    - Kwa
    - Benue-Kongo
      - West-Benue-Kongo
        - Yoruboid
        - Edoid
        - Igboid
        - Nupoid
        - Idomoid

      - Ost-Benue-Kongo
        - Platoid oder Zentral-Nigerianisch
          - Kainji
          - Plateau (mehrere genetische Einheiten)
          - Tarokoid
          - Jukunoid

        - Bantoid-Cross
          - Cross River
          - Bantoid
            - Nord-Bantoid
              - Dakoid
              - Mambiloid

            - Süd-Bantoid
              - Jarawoid
              - Tivoid
              - Ekoid
              - Grasland
              - Bantu

Man erkennt, dass die große Gruppe der Bantusprachen genetisch innerhalb des Niger-Kongo und Volta-Kongo nur eine Unter-Unter-Einheit darstellt.

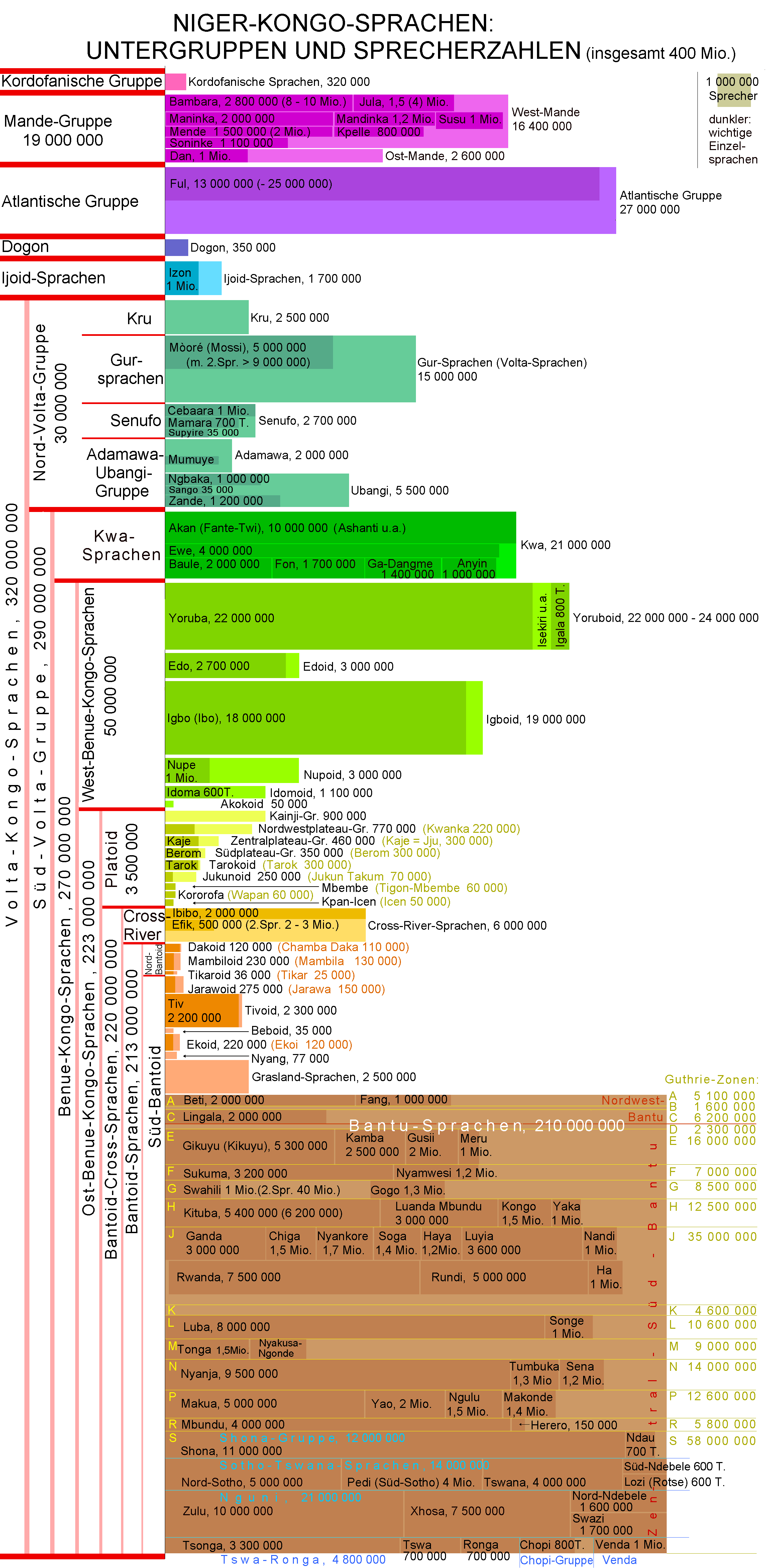
Die Volta-Kongo-Sprachen in der Systematik der Niger-Kongo-Sprachen

## Die Untergruppen des Volta-Kongo
Die folgende Tabelle enthält für die größeren Untergruppen des Volta-Kongo die Anzahl der Sprachen und Sprecher sowie die Hauptverbreitungsgebiete.
| Unterzweig      | Anzahl Sprachen | Anzahl Sprecher | Hauptverbreitungsgebiet                             |
| --------------- | --------------- | --------------- | --------------------------------------------------- |
| Kru             | 29              | 2,3 Mio         | Elfenbeinküste, Süd-Liberia                         |
| Gur (Voltaisch) | 74              | 15 Mio          | Mali, Elfenbein, Burkina Faso, Ghana, Togo, Nigeria |
| Senufo          | 15              | 2,7 Mio         | Burkina Faso, Elfenbeinküste, Mali, Ghana           |
| Adamawa-Ubangi  | 158             | 7,6 Mio         | Nigeria, Kamerun, Zentralafrika, Tschad, Sudan      |
| Kwa             | 75              | 21 Mio          | Elfenbeinküste, Ghana, Togo, Benein, Nigeria        |
| Yoruboid        | 14              | 22 Mio          | Südwest-Nigeria, Benin, Togo                        |
| Edoid           | 26              | 2,6 Mio         | Zentral-Süd-Nigeria                                 |
| Igboid          | 7               | 19 Mio          | Südost-Nigeria                                      |
| Nupoid          | 11              | 3 Mio           | West-Zentral-Nigeria                                |
| Idomoid         | 9               | 1,1 Mio         | Süd-Nigeria                                         |
| Kainji          | 54              | 1 Mio           | Nordwest- und Nord-Zentral-Nigeria                  |
| Plateau         | 43              | 2 Mio           | Nord-Zentral-Nigeria (keine genet. Einheit)         |
| Cross-River     | 65              | 5,6 Mio         | Nigeria: Cross-River-Staat; Kamerun                 |
| Dakoid          | 3               | 0,5 Mio         | Ost-Nigeria                                         |
| Tivoid          | 18              | 2,4 Mio         | Ost-Nigeria, West-Kamerun                           |
| Grasland        | 67              | 2,5 Mio         | West-Kamerun                                        |
| Bantu           | 487             | 210 Mio         | gesamtes mittleres und südliches Afrika             |

Die Bezeichnung X-oid bezeichnet eine Hauptsprache X mit ihren nah verwandten Schwestersprachen. Zum Beispiel ist Igboid die Gruppe der mit dem Igbo unmittelbar verwandten Sprachen. In der Regel handelt es sich um Dialektkontinua. Manche Forscher werten solche Gruppen auch als eine einzige Sprache.

## Sprachliche Eigenschaften
Zu den sprachlichen Eigenschaften der Volta-Kongo-Sprachen siehe den Artikel Niger-Kongo-Sprachen und die Artikel zu den Untereinheiten.